# 小乙
小乙（しょういつ）は、殷朝の第21代王。小辛の弟。